# Julie
Julie je ženské křestní jméno latinského původu. Znamená zářící. Mužskou variantou jména je Julius, Julián, odvozené od jména patricijského rodu Iuliů. Podle českého kalendáře má svátek 10. prosince.

## Statistické údaje
Následující tabulka uvádí četnost jména Julie v ČR a pořadí mezi ženskými jmény ve srovnání roků, pro které jsou dostupné údaje MV ČR – lze z ní tedy vysledovat trend v užívání tohoto jména:
| Rok       | Četnost    | Pořadí   |
| 1999      | 7780       | 96.      |
| 2002      | 7431       | 97.      |
| Porovnání | o 349 méně | o 1 hůře |
| 2006      | 8138       | 93.      |
| 2007      | 8471       | 92.      |
| 2016      | 14 146     | 136.     |

Změna procentního zastoupení tohoto jména mezi žijícími ženami v ČR (tj. procentní změna se započítáním celkového úbytku žen v ČR za sledované tři roky 1999–2002) je -3,7%, což svědčí o poměrně strmém poklesu obliby tohoto jména. V dalších letech však četnost tohoto jména vzrostla.

## Známé nositelky jména
- Julie Adams – americká herečka
- Julie Andrewsová – britsko-americká herečka a zpěvačka
- Julie Billiart – francouzská řeholnice
- Juliette Binocheová – francouzská herečka
- Julia Childová – americká kuchařka
- Julia Görgesová – německá tenistka
- Julie Christie – britská herečka
- Júlia Liptáková – slovenská modelka
- Juliet Millsová – britská herečka
- Julia Ormond – anglická herečka
- Julia Robertsová – americká herečka
- Julia Simonová – mistryně světa v biatlonu 2021, smíšené dvojice
- Julia Sanerová – švýcarská modelka
- Julia Stiles – americká herečka
- Julie Šupichová – učitelka, spisovatelka a esperantistka
- Julija Tymošenková – ukrajinská politička
- Julie Wimmerová – česká designérka
- Julie Waltersová – britská herečka

## Vybraná dramatická díla, v jejichž jméně je obsaženo jméno Julie
- Božská Julie – americko-maďarsko-britský film z roku 2004
- Julia – americký film z roku 1977
- Julie a její milenci – americký film z roku 1990
- Julie a Julia – americký film z roku 2009
- Masožravá Julie – československý animovaný film z roku 1975, režie Pavla Řezníčková
- Romeo a Julie – divadelní drama Williama Skakespeara
  - Julie Kapuletová – hlavní postava tohoto dramatu, nejznámější Shakespearova romantická hrdinka
- Gnomeo & Julie – britsko-americký animovaný film z roku 2011